# Hexatoma rupununi
Hexatoma rupununi är en tvåvingeart som beskrevs av Alexander 1945. Hexatoma rupununi ingår i släktet Hexatoma och familjen småharkrankar.
Artens utbredningsområde är Guyana. Inga underarter finns listade i Catalogue of Life.